# ソンコック

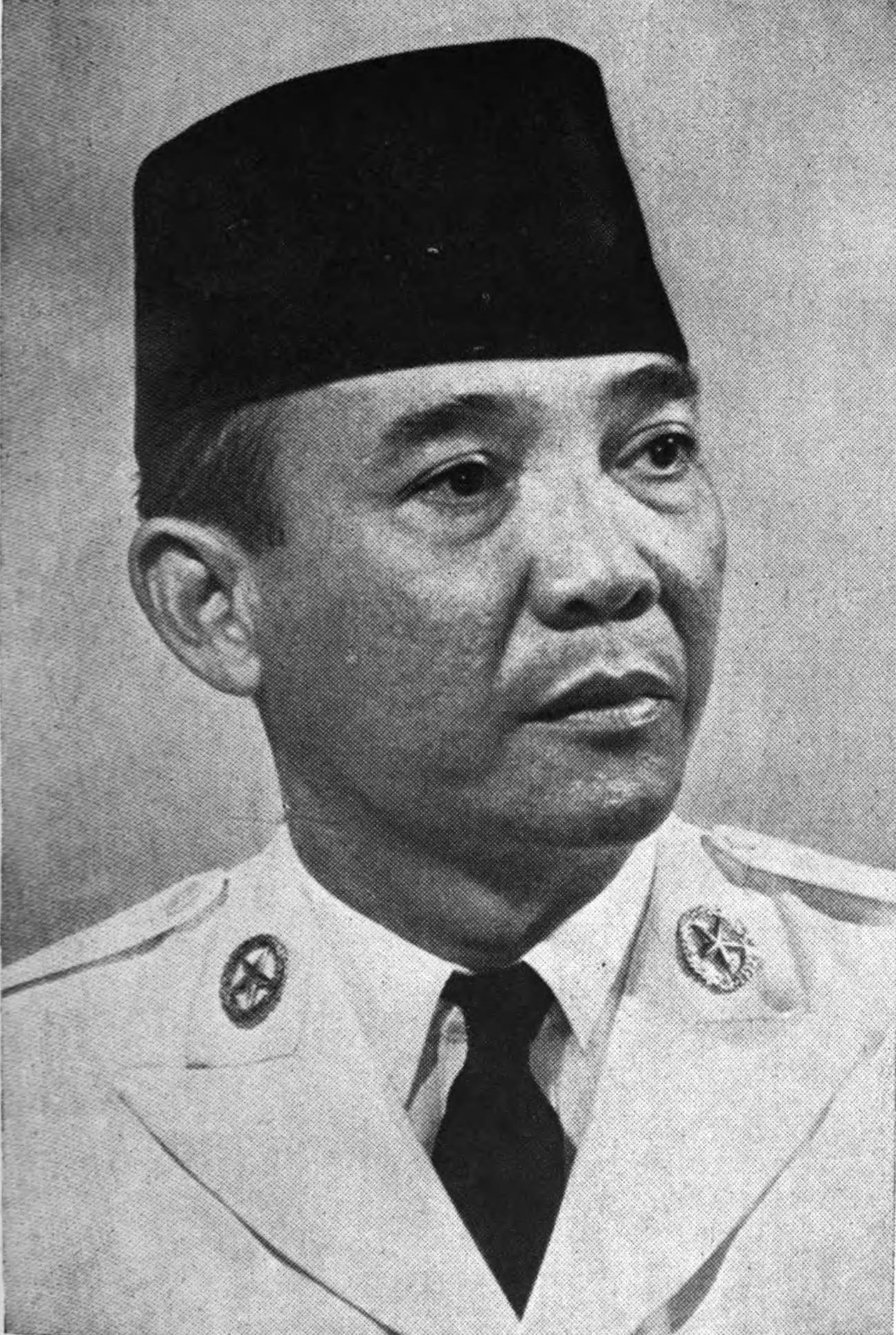
スカルノ

ソンコック（Songkok、ジャウィ語: سوڠكوق）またはソンコは、マレーシア、シンガポール、ブルネイ、インドネシア、フィリピン南部、タイ南部などのイスラム教徒の男性にかぶられている帽子。円錐台の形をしており、通常は黒または刺繍入りのフェルト、綿、ビロードで作られている。男性は結婚式や葬儀などの正式な機会や、イード・アル＝フィトルやイード・アル＝アドハーなどの祝祭の際にもかぶる。

## 地域別の名称
ソンコックという名はマレーシアの人々が使う名称で、フィリピンでは、コピア（Kopiah）またはコペア（Kopeah）、またインドネシアではペチ（peci）という名称で呼ばれている。ペチは民族主義運動とも関連している。

## 起源
ソンコックの起源はトルコのつばのない円筒形の帽子、フェズに由来し、アラブ人またはイスラム教徒の貿易商によって東南アジアにもたらされたと考えられている。フェズは先端が丸い円筒形の帽子で、通常は赤色で、黒い紋章が付いているが、東南アジアに到達すると形状は先端が平らで紋章のないよりシンプルな形状に変化、更にインドネシアのペチではより楕円形に変化した。文化的には、ソンコックはフェズと同様の意味を持ち、イスラムのアイデンティティの象徴として宗教的および正式な行事で使用される。

## 現在の着帽状況
マレーシアでは伝統的な男性の服装は、ソンコック、シャツ、それに合うズボン、ソンケットと呼ばれる腰巻きから構成される。州立法議会（Dewan Undangan Negeri）または国会（Dewan Rakyat）では、立法議会内のすべての議員は、各立法議会開会の服装規定に従うため、年に1回開催される州慣習議会（または各州立法議会）の開会のたびに、正式な慣習として人種や宗教に関係なく中央に金色のストライプがあるソンコックを着用することが義務付けられている。マレーシア軍の王立マレー連隊はイギリス統治時代からソンコックを制服の一部として使用している。
インドネシアでは、ペチはスカルノによって普及された世俗的な国家主義的な意味合いを持つ国民的帽子となっている。ペチは20世紀初頭には、スカルノ、モハマッド・ハッタ、アグス・サリムなど多くのインドネシアの民族主義運動活動家が着帽していたが、無地の黒いベルベットのペチをインドネシア男性の国民的帽子として普及させたのはスカルノである。スカルノ以降、インドネシアの男性大統領は大統領の公式服装、大統領の公式服装の一部としてペチを着用している。インドネシアの公式宮殿衛兵も、制服の一部としてペチを着用している。
フィリピンでは、コピアはスールー王国の紋章学で重要な役割を果たしており、バンサモロの男性の伝統的な衣装の一部となっている。一般的にイスラム教徒のフィリピン人男性が祈りや宗教的、社会的行事のための正式な帽子として着用している。
シンガポールでは、マドラサというイスラムの宗教学校の標準制服として着帽が認められている以外、一般の公立学校での着帽は認められていない。

## 画像

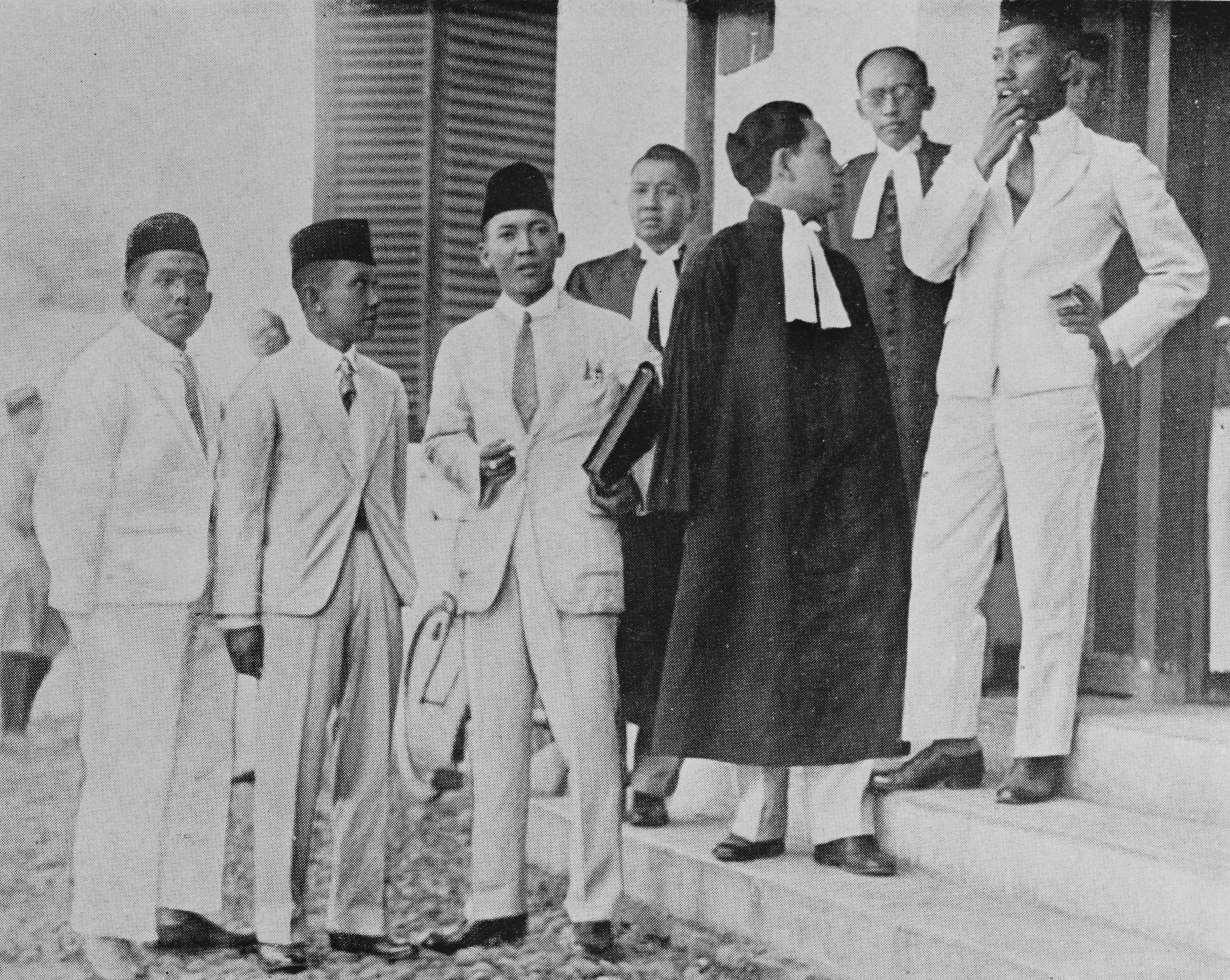
スカルノを中心としたインドネシア独立運動家達。（1930年）
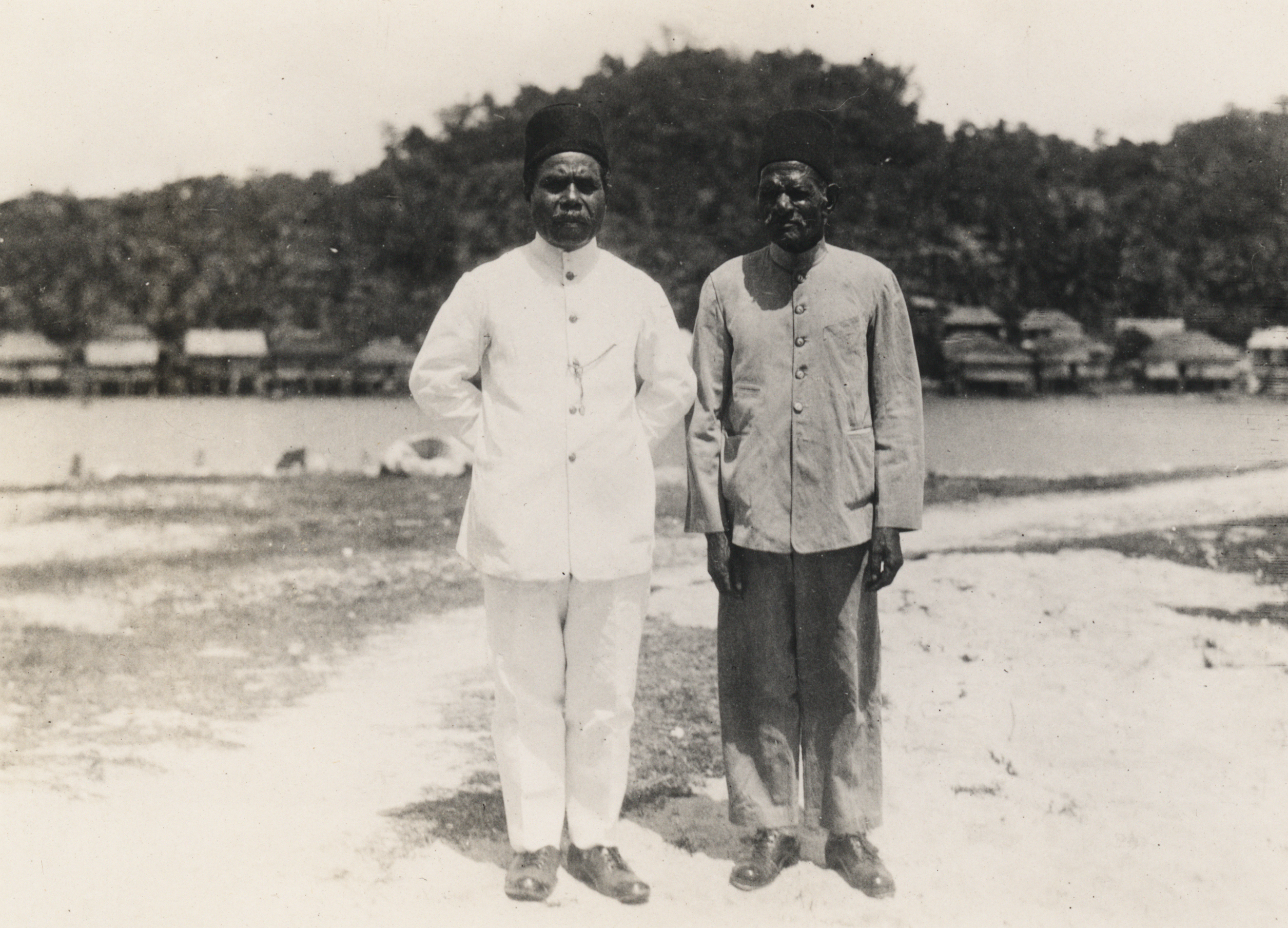
コピアを着帽した二人のパプア男性。 ファクファク州コカスにて。
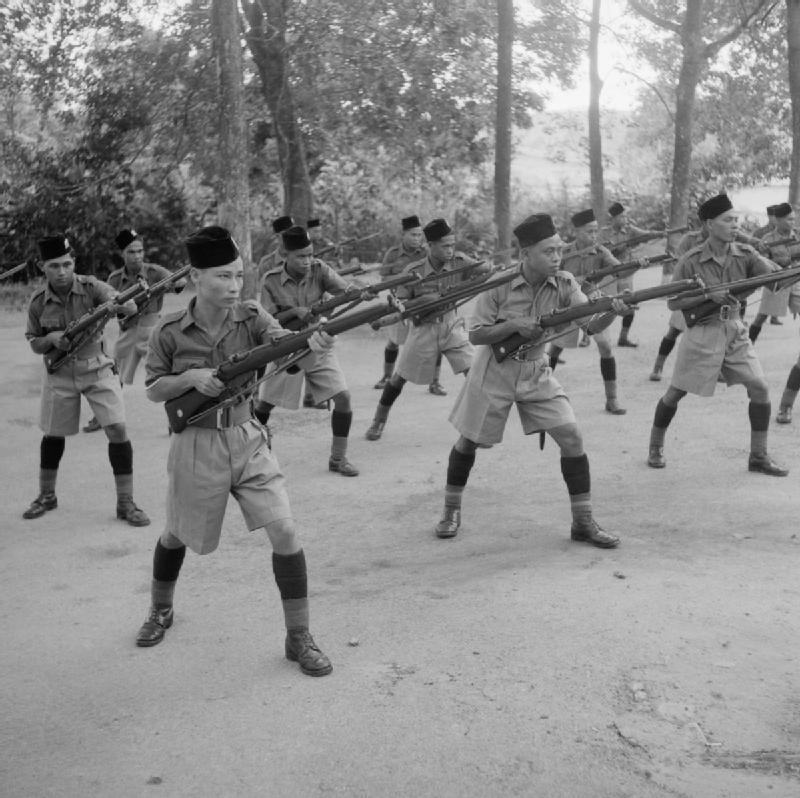
王立マレー連隊の兵士達。シンガポールにて。(1941)
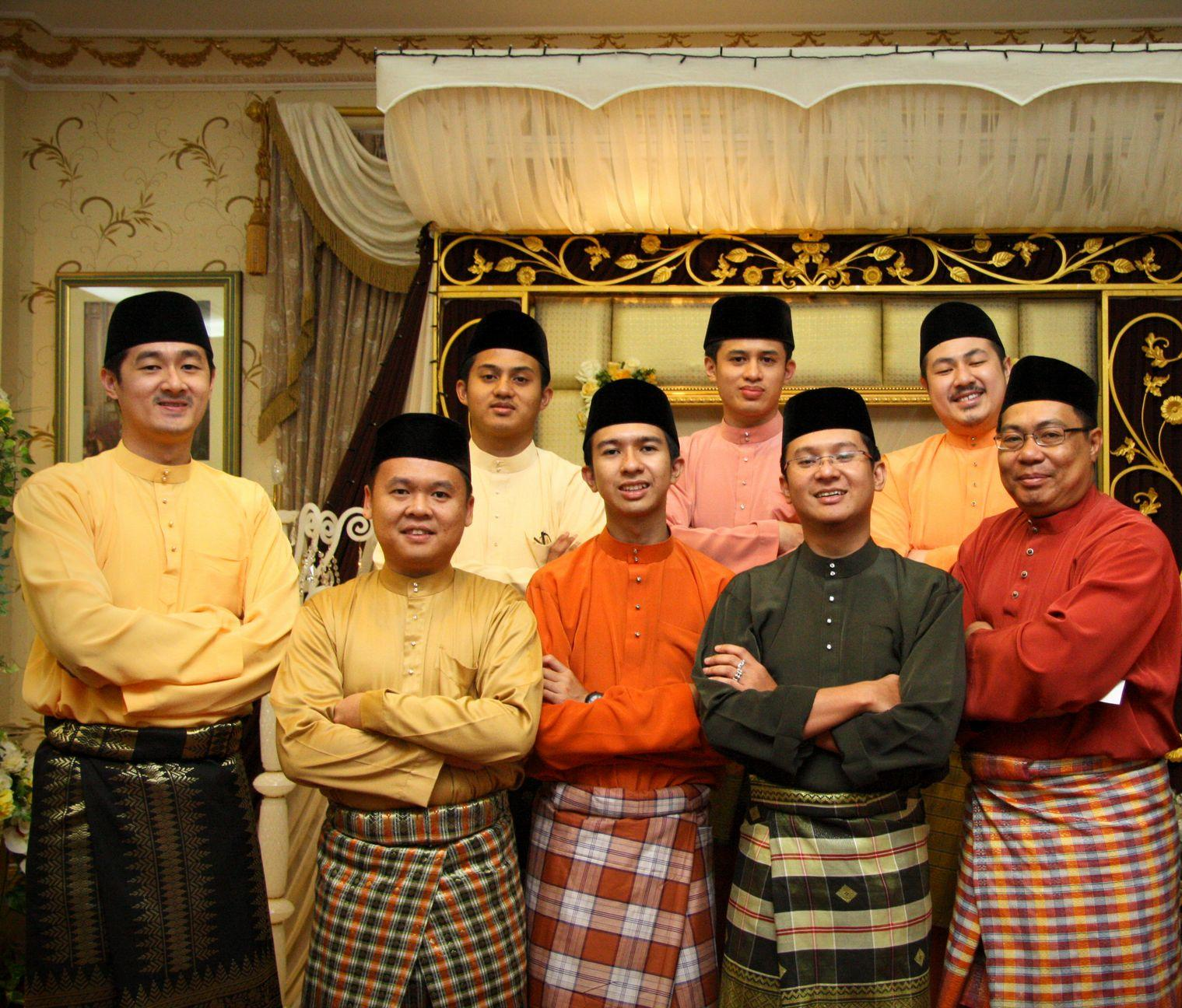
伝統的なマレー衣装の一部としてソンコックを着ているブルネイ人男性達。
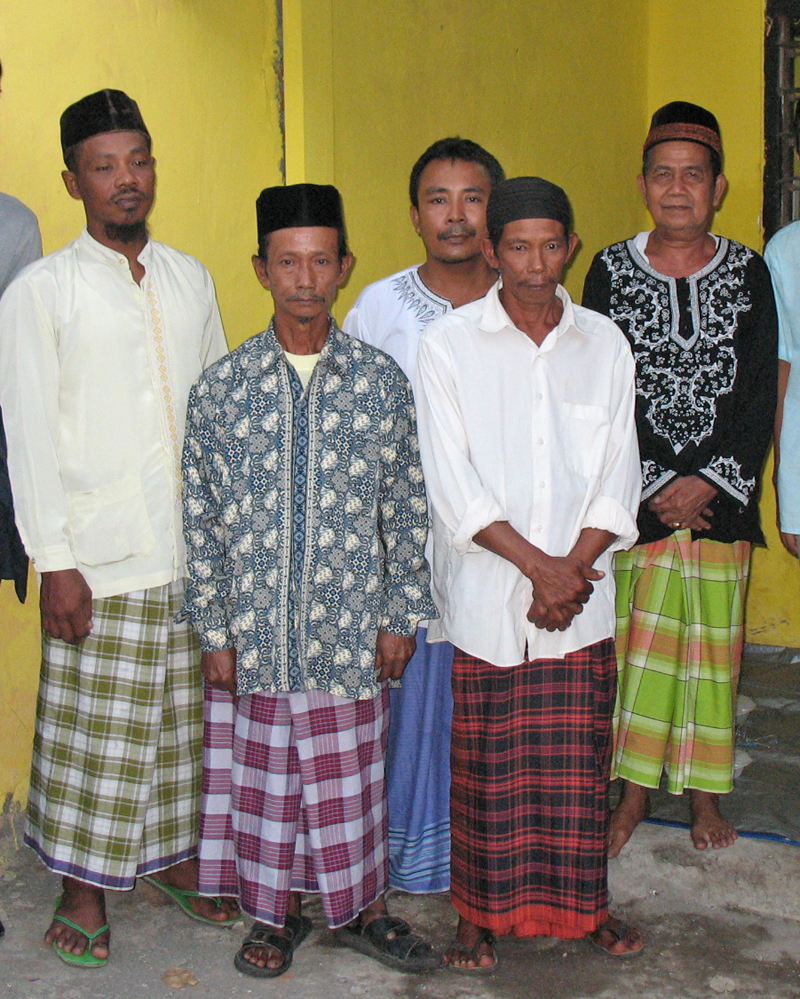
コピアとサロンを着たジャワのイスラム教徒の男性
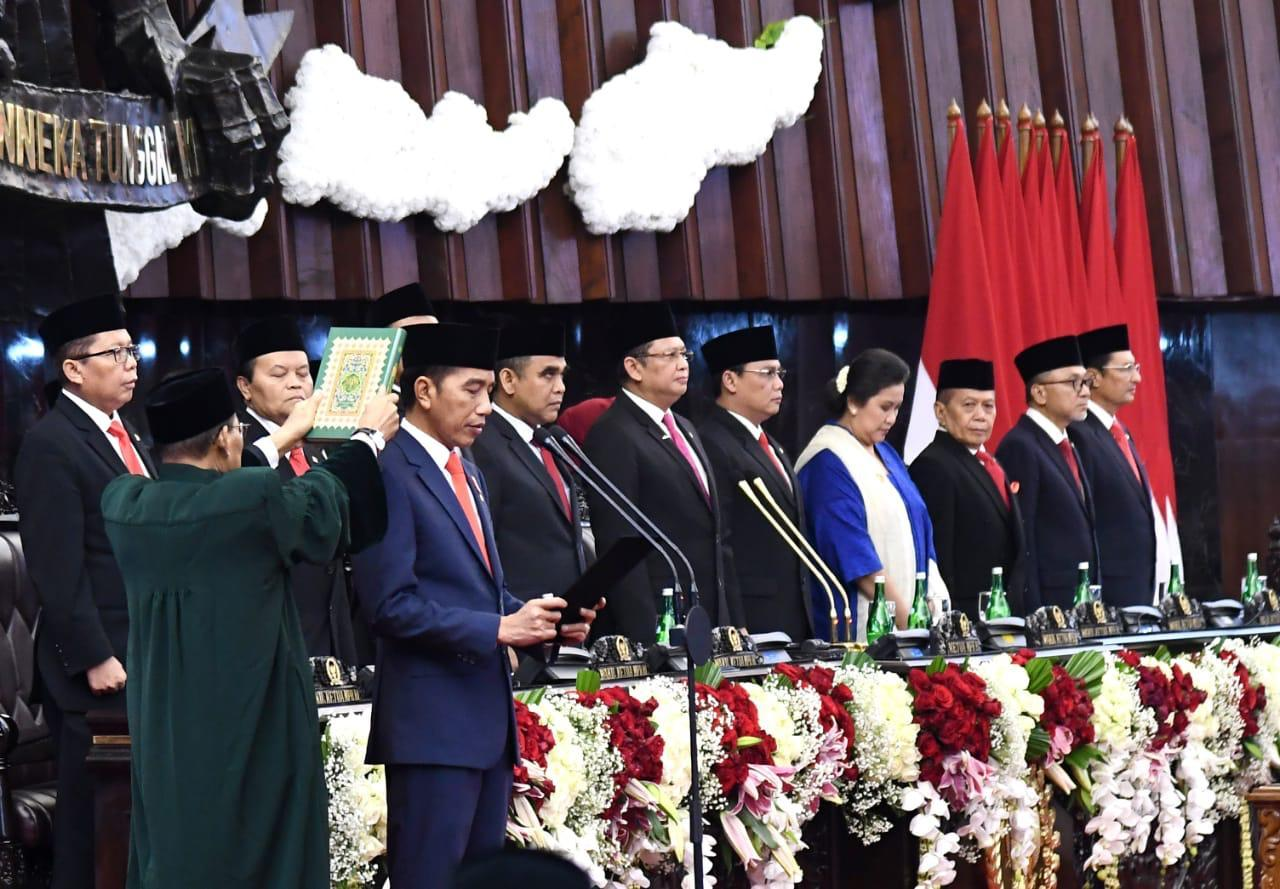
正装としてペチを着用するインドネシアのジョコ・ウィドド大統領と国会議員。
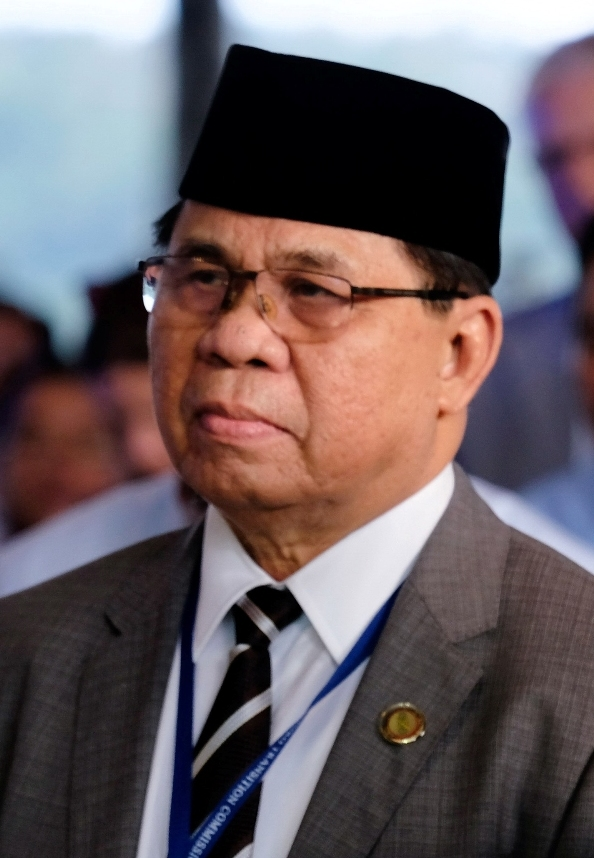
ムラド・エブラヒム、フィリピン南部バンサモロ地方首相による着用例。
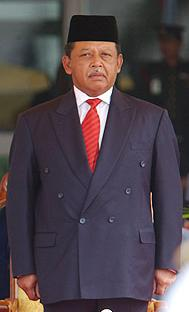
第12代マレーシア国王・サイドシラジュディン・サイドプトラ・ジャマルライル